# آتشینان
آتشینان (نام علمی: Phlegethontiidae) نام یک تیره از بالاخانواده آتشین‌واران است.